# Johann Heinrich Schönscheidt
Johann Heinrich Schönscheidt (* 1835 in Steele (seit 1929 ein Stadtteil von Essen); † 7. Juli 1903 in Köln) war ein deutscher Fotograf.

## Leben

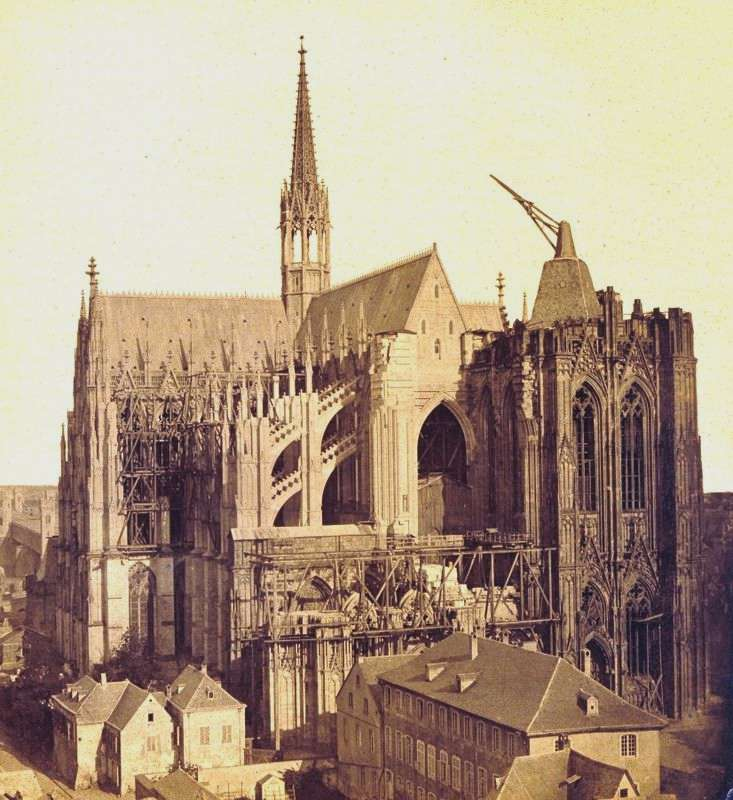
Johann Heinrich und Theodor Schönscheidt: Turmfassade des Kölner Doms mit historischem Baukran, 1865

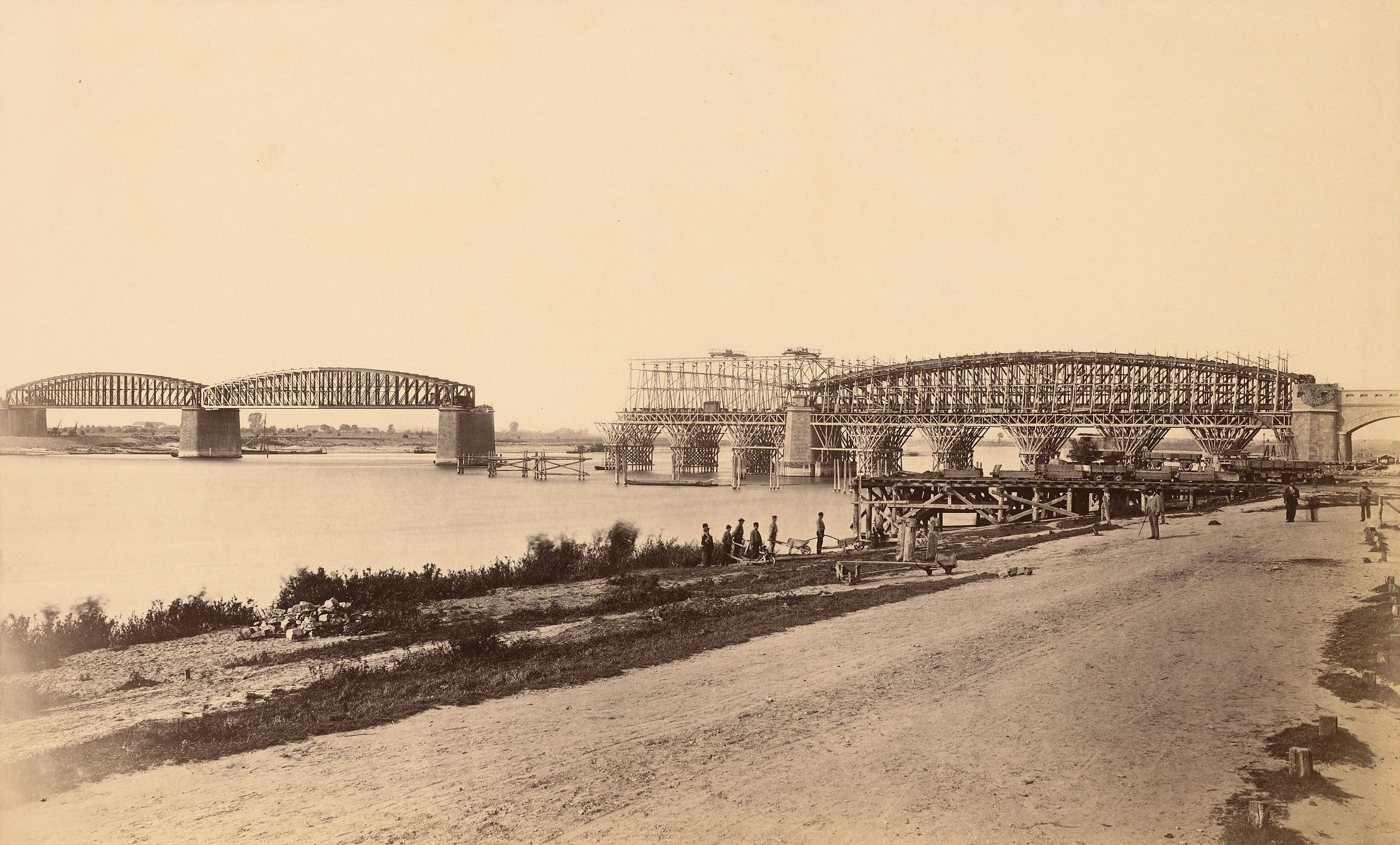
Errichtung der Eisenbahnbrücke Wesel, um 1873

Johann Heinrich Schönscheidt wurde 1835 in der damals noch selbstständigen Stadt Steele an der Ruhr als Sohn des Landwirtes Heinrich Schönscheidt und dessen Ehefrau Katharina geb. Schulte-Iserig geboren.
Zwischen 1859 und 1900 wirkte er als Fotograf. Mit seinem Bruder Theodor Wilhelm firmierte er von 1862 bis 1867 unter der Geschäftsadresse „Gebr. Schönscheidt“ in Köln. 1869 gründete er dort ein eigenes Geschäft in der Ursulagartenstraße 9. Als Architekturfotograf führte er die von Johann Franz Michiels begonnene Dokumentation des Kölner Dombaus fort. Ihn interessierten auch Brückenbau- und Städtebauprojekte, die er in vielen Ansichten festhielt. 1886 dokumentierte er im Auftrag des Kölner Baudezernats die Bauarbeiten an den Kölner Ringen. Darüber hinaus war er als Reise-, Postkarten- und Landschaftsfotograf tätig.
Schönscheidt starb 1903 unverheiratet im Alter von 68 Jahren in seiner Kölner Wohnung.